# Медаль «В память русско-турецкой войны 1877—1878»
Медаль «В память русско-турецкой войны 1877—1878» — государственная награда Российской империи для награждения лиц, имевших отношение к русско-турецкой войне (1877—1878).

## Основные сведения
Медаль учреждена по указу императора Александра II 17 (29) апреля 1878 года и имела три разных варианта — из серебра, светлой и тёмной бронзы.. Рисунок медалей был утверждён Александром II 14 (26) сентября 1878 года.

## Порядок вручения
Разными вариантами медали награждались разные категории награждаемых.
Награждение медалями было возложено на руководство Кавказского военного округа (для войск, действовавших в азиатской части Османской империи), руководство корпусов (для войск, действовавших в европейской части Османской империи и при охране побережья Чёрного моря) и на Морское министерство (для моряков).

### Серебряная медаль
Серебряной медалью награждались:
- Все лица, участвовавшие в обороне Шипкинского перевала или временно пребывавшие там по долгу службы;
- Все лица, оборонявшие Баязет во время блокады.

С 19 февраля (3 марта) 1881 года серебряными медалями также награждали участников осады Карса, при этом ранее выданные светло-бронзовые медали полагалось заменить.

### Светло-бронзовая медаль
Светло-бронзовой медалью награждались:
- Военные всех званий, участвовавшие хотя бы в одном из сражений против врага в ходе войны с 1877 по 1878 год, в том числе в ходе подавления восстаний на Северном Кавказе и в ходе боевых действий против десанта черкесов в Абхазии;
- Болгарские ополченцы, волонтёры, участвовавшие в сражениях;
- Моряки, участвовавшие в боях на Чёрном море и на Дунае;
- Священники, врачи, санитары, сёстры милосердия, находившиеся в войсках и подвергавшие свою жизнь опасности;
- Гражданские и военные чиновники, находившиеся в войсках и участвовавшие в боевых действиях с оружием в руках;
- Лица всех сословий, награждённые Знаком отличия Военного Ордена или медалью «За храбрость».

### Тёмно-бронзовая медаль
Тёмно-бронзовой медалью награждались:
- Военные всех званий, болгарские ополченцы, волонтёры, моряки, не участвовавшие в сражениях, но находившиеся во время войны на территории Османской империи, Румынии, в регионах России, находившихся на военном положении во время войны;
- Священники, врачи, санитары, сёстры милосердия, находившиеся в войсках, и не подвергавшиеся опасности, а также находившиеся на территории Османской империи, Румынии, в регионах России, находившихся на военном положении;
- Гражданские и военные чиновники, находившиеся в войсках и не участвовавшие в боевых действиях;
- Находившиеся при действовавших против врага войсках волонтёры и вольнонаёмная прислуга;
- Лица всех сословий, оказавшие в ходе военных действий какие-либо заслуги.

## Описание медали
Медали сделаны из серебра, светлой или тёмной бронзы. Диаметр 27 мм. На лицевой стороне медали в центре изображён православный крест, окружённый сиянием, который находится над поверженным полумесяцем, вместе с которым крест составляет единую композицию. Вдоль бортика с двух сторон даты: «1877.» и «1878.». Дизайн лицевой стороны близок к таковому у медали «За турецкую войну» 1830 года.
На оборотной стороне медали горизонтально расположена надпись в четыре строки:
НЕ НАМЪ,
НЕ НАМЪ,
А ИМЕНИ
ТВОЕМУ.
Надпись с низу и боков обрамлена двумя лавровыми ветвями, связанными лентой. За период с 1878 по 1883 год на Санкт-Петербургском монетном дворе было отчеканено 83 374 серебряных, 635 921 светло-бронзовых, 335 424 тёмно-бронзовых медалей. Допускалось изготовление медалей частными мастерскими, в связи с чем известны варианты медалей, несколько отличающиеся по деталям изображения, а также размерами. Известны также фрачные варианты медали.

### Надпись на обороте
Надпись на обороте медалей является цитатой из Псалтыря, кафизма 16, Алилуия 113, строка 9:

«Не нам, Господи, не нам, но имени Твоему даждь славу, о милости Твоей и истине Твоей».

Это означает дословно «Не нам, Господи, не нам, но имени Твоему даруй славу, по милости Твоей и по истине Твоей» (Пс. 113:9).

## Порядок ношения
Медаль имела ушко для крепления к колодке или ленте. Носить медаль следовало на груди. Лента медали — комбинированная Андреевско-Георгиевская. С 13 августа 1911 года, по указу Николая II, раненые и контуженые в боях получили возможность носить эти медали на ленте с бантом.

## Изображение медалей
- Лента